# 27099 Xiaoyucao
27099 Xiaoyucao este un asteroid din centura principală de asteroizi.

## Descriere
27099 Xiaoyucao este un asteroid din centura principală de asteroizi. A fost descoperit pe 28 octombrie 1998 la Socorro, New Mexico, în cadrul proiectului LINEAR. Asteroidul prezintă o orbită caracterizată de o semiaxă mare de 2,46 ua, o excentricitate de 0,04 și o înclinație de 4,7° în raport cu ecliptica.